# 2 Girls 1 Cup
2 Girls 1 Cup a Hungry Bitches pornográf film trailerének nem hivatalos címe. A videót az MFX Media készítette.
Az előzetesben két nő szerepel, akik fétisszerű intim kapcsolatban vannak, bélsárt ürítenek egy csészébe és elfogyasztják a végterméket, majd ezt egymás szájába öklendezik. A háttérben Hervé Roy Romantic Themes lemezének „Lovers Theme” dala szól.
A reakció miatt, amit ez az egyperces videó azok körében kiváltott, kik még soha nem láttak ilyesfajta felvételt, hamarosan közismertté tette a bloggerek és az internetes fórum felhasználói körében, s internetes mém vált belőle.
2007. október környékén a YouTube-hoz hasonló videómegosztó oldalakat elözönlötték az olyan felvételek, melyeken azok a reakciók látszanak, amik a videót először megtekintőkből törnek ki.

## Eredete
A filmet eredetileg egy brazil filmterjesztő és fényképész készítette, aki saját bevallása szerint „megrögzött fetisiszta.”
Fiorito kezdetekben lábimádattal kapcsolatos filmeket forgatott, de gyorsan áttért a koprofágia területére. A filmet Fiorito egyik vállalata, az MFX Video készítette.
Fiorito állítsa szerint filmjei Brazíliában legálisak, de az USA területén több filmjét is betiltották a hatóságok, mivel azok álláspontjuk szerint obszcén. Emiatt vádat emeltek a vállalat ottani, Floridában élő képviselője, Danilo Croce ellen.
Croce-szal vádalkut kötöttek, melynek értelmében feltételesen szabadlábra helyezték, s 98.000 dolláros vagyonelkobzásra ítélték.
Fiorito azt mondta, nem volt arról tudomása, hogy filmjei az Egyesült Államokban törvénysértők. Elmondta, hogy az ürülék helyett filmjeiben gyakran alkalmaztak csokoládét, mivel voltak olyan szereplői, kik szívesen játszottak volna egy ilyen filmben, de nem akartak ürüléket fogyasztani.
A 2 Girls 1 Cup videófelvétel első néhány másodperce a „MFX 1209” szöveget (ez a Hungry Bitches termékkódja) s az mfxvideos.com URL szöveget mutatja, s ezzel megtévesztően arra utal, hogy azon videók közé tartozik, melyek miatt Croce-nak több alkalommal meg kellett jelennie az Igazságügyi Minisztérium előtt.

## Fogadtatása

### Videók a reakciókról
Részben az általa kiváltott reakcióknak köszönheti a 2 Girls 1 Cup, hogy ilyen gyorsan közismertté vált.
Több száz olyan videót lehet találni a YouTube-on, mely másodfelvételen mutatja a videó filmet, s azt, hogy a felvételt készítő ismerősei hogyan reagálnak a felvételekre. Ezek közül néhány videón látszik, hogy beállításokkal készítettek.
Még Joe Rogannek, a Fear Factor műsorvezetőjének is el kellett fordulnia, mikor ezt a videót meglátta. A Fear Factorban gyakran lehet olyan versenyekkel találkozni, melynek kereteiben a szereplőknek ízléstelen dolgokat kell megennie. 
Egy Breki (Muppet-show) főszereplésével leforgatott reakció videó nagyon közismert lett a Digg ismertségi oldalon keresztül.
2008. januárban a State magazin egy olyan egyedülálló videót mutatott be, melyen különböző reakciókat lehetett látni.
Violet Blue a San Fransisco Chronicle-nek nyilatkozó Violet Blue író szerint ez a honlap lesz majd "az új 'tubgirl' és goatse, mivel benn van minden undorító pillanata a csoki-kaki szeretetnek." 
A Put It In Your Ears "2guys1podcast" epizódjában Gavin St. Ours miután azt mondta, hogy soha sem fogja megnézni, végignézte a videót, s rögzítették a reakcióit.
"Genuine Nerd" Toby Radloffot is elborzasztotta a videó, de ismét újra meg akarta nézni.
Ron Jeremy volt pornósztár kiment, miközben a The Playhouse rádióműsorban megnézte a klipet.

### Paródiái
A videó számos paródiának adott témát, többek között John Mayer színész komikus is szerepeltette „2 Guys 1 Cup” című blogjában, ahol Mayer és a Best Week Ever műsorvezetője, Sherrod Small úgy élvezik a Pinkberry fagyasztott joghurtját, mint a két nő a székletet a eredeti felvételen.
Perez Hilton közismert blogger szintén feldolgozta a művet „1 Guy 1 Jar” című paródiájában, amit fel is rakott a YouTube-ra. Ebben úgy kezdte el kienni a mogyoróvajat adobozból, mint ahogy az eredeti videóban csinálták.
Justin Roiland és Christian Le Guilloux filmproducerek egy „2 Girls, 1 Cup: The Show” című, 5 perces kisfilmet készítettek, amit fel is raktak a Channel 101 versenyoldalára. 2008. január 27-én első helyezett lett.
Jon Lajoie kanadai humorista is írt "2 Girls 1 Cup song" címen egy dalt, melyben a filmben látott cselekményeket úgy meséli el, mintha a két nő egymás iránti szeretetét így akarná kifejezni. A klip azonnal közismert lett, több mint 7 millió nézője volt.

### Médiafogadtatás
"Ha tűnőben van a jó minőségű szórakoztatás, akkor mi amerikaiak azzal reagálunk, hogy egyszerűen csak alacsonyabbra helyezzük a lécet,”
– írta Helen Popkin az USA harmadik legnagyobb hírtévéjének, az MSNBC-nek honlapján. 
„Milyen kétségbeesetten vágyhat a figyelemre, aki szükségét érzi, hogy olyat állítson elő, mint az új internetes video fenomén, a »2 Girls, 1 Cup«," – áll a McGill Egyetem hallgatóinak újságában.
A médiában több helyen a videó népszerűségét a társadalmi moralitás hanyatlásának egyik jeleként értékelték.
A videó szerepelt a VH1 Best Week Ever műsorban, ahol kinyilvánították, hogy a videó létezése és népszerűsítése „morális csődhöz” vezet.
A videót megemlítik a Family Guy „Back to the Woods” epizódjában, ahol Brian Stewie-nek megmutatja a videót, s rögzíti a reakcióit.
A The Inbetweeners sorozat 2. évadának 4. részének elején ezt nézni az egyik szereplő
A Tosh.0 105. részében a teljes nézősereget lefilmezték, hogy hogyan reagál a videóra. 
A Law and Order: SVU „Babes” című, először 2006. decemberben sugárzott részében Munch detektiv a videóra úgy utal, mint a társadalom morális színvonalának csökkenésére.